# Benoît Forestier
Pour les articles homonymes, voir Forestier (homonymie).
Benoît Forestier, né en 1821 à Billom, mort en 1906 à Rome, est un prêtre français de la congrégation des pères maristes de la Société de Marie. Il est un des responsables de la mission en Nouvelle-Calédonie, dont il cosigne la prise de possession par la France. Il essaye de défendre les indigènes contre les spoliations et les expropriations, et obtient partiellement justice auprès du gouvernement impérial. 
Ensuite responsable provincial des Maristes pour l'Amérique du Nord, puis procureur général de l'ordre à Rome, il est chargé par le Saint-Siège d'une tentative de conciliation lors de la publication des décrets français contre les congrégations.

## Biographie
Benoît Forestier naît à Billom dans le Puy-de-Dôme le 20 septembre 1821. Fils de Victor Forestier et de Victoire Martin-Neuville, il est le cousin germain de l'ingénieur Auguste Forestier. Après ses études au collège de Billom, il entre au grand séminaire de Clermont-Ferrand et y est ordonné sous-diacre, puis passe en 1844 au grand séminaire de Saint-Sulpice à Issy près de Paris. 

### Missionnaire en Nouvelle-Calédonie
En 1846 il est ordonné prêtre par Monseigneur Affre. Il commence par enseigner à l'Institut Poiloup, mais n'y reste qu'un an. Il veut devenir missionnaire, et entre en 1847 au noviciat de la Société de Marie, à Lyon. Il y prononce ses vœux le 13 septembre 1848 et devient père mariste.  
Benoît Forestier part une première fois le 15 octobre 1848 pour la Nouvelle-Calédonie, avec le vicaire apostolique Guillaume Douarre. En septembre 1949, il accompagne Monseigneur Douarre et quelques autres missionnaires sur l'île des Pins où existe une mission depuis un an, pour y faire une retraite ; ils recherchent ensuite un lieu favorable à l'implantation d'une « réduction » sur le modèle des Jésuites, sans succès. Monseigneur Douarre l'envoie avec d'autres missionnaires se reposer à Sydney en 1850.
Il retourne en mai 1851 en Nouvelle-Calédonie, toujours avec Monseigneur Douarre. Ils se réinstallent à Balade, non sans mal, construisent un four, la chapelle et les autres cases-bâtiments, y compris « un cabinet d'histoire naturelle à l'usage du savant Père Forestier ». Douarre, Forestier et d'autres vont en juillet 1852 à Bondé étudier la possibilité d'une autre implantation. Mgr Douarre meurt en 1853. Le 24 septembre 1853 à Balade, le P. Benoît Forestier est aux côtés de l'amiral Febvrier Despointes un des signataires de la prise de possession de la Nouvelle-Calédonie par la France,. Il fonde ensuite la mission de Touho, puis œuvre pendant dix ans à La Conception et à Nouméa. 
Il est réputé pour sa grande connaissance des langues locales, notamment le tié (cèmuhî), qu'il parle pafaitement et le nielaiu (nyelâyu). Il élabore avec le Père Roussel un système de transcription du tié. Il traduit les textes du gouverneur des établissements français d'Océanie, Jean-Marie Saisset. Le P. Forestier s'oppose en juin 1861 à la libération du chef Bouarate qui avait fait tuer des catéchistes. Mais il prend en 1862 la défense des droits des indigènes, et se plaint à plusieurs reprises des spoliations qu'ils subissent, surtout de leur expropriation réelle et sans contrepartie. 
Revenu en France en 1864, il y représente la mission, et obtient justice auprès du gouvernement impérial, à l'encontre du gouverneur. À la même époque il forme le projet de faire écrire par un scientifique un livre sur l'histoire de la foi en Nouvelle-Calédonie, qui ne dissimulerait pas la vérité. 
La diplomatie, l'habileté et le tact qu'il a manifestés dans la défense de la mission le font remarquer des supérieurs de l'ordre. Il est envoyé en Irlande en 1867, supérieur du Scolasticat de Dundalk, ensuite procureur des missions à Lyon, puis accède aux charges importantes de procureur général et de provincial.

### Procureur de l'ordre, provincial d'Amérique
Le P. Forestier est nommé en 1874 procureur général auprès du Saint-Siège à Rome. En 1880, lors de la publication des décrets limitant ou interdisant l'action en France des congrégations religieuses « non autorisées », le P. Forestier participe à une tentative de conciliation. Des instructions secrètes lui sont données par le Saint-Siège le 29 mars. Il est chargé de les transmettre en précisant qu'elles ont été établies en concertation avec les responsables religieux présents à Rome, pour bien assurer l'unité d'attitude et d'action. Le 1er avril, il écrit aux différents supérieurs en recommandant « de gagner du temps sans engager l'avenir » et d'« éviter de montrer un parti pris de refuser toute approbation », de ne pas rejeter les éventuelles avances du gouvernement, et de se mettre en rapport avec les hommes politiques informés de la situation.
Supérieur de la résidence de Paris en 1885, il est nommé procureur des missions à Lyon en 1887. Il devient en 1889 le provincial des Maristes d'Amérique ; il occupe ce poste pendant sept ans, fixé principalement aux États-Unis, où il est de plus supérieur du scolasticat de Washington en 1896. Il retourne en Italie cette même année 1896 comme supérieur de l'École apostolique Santa Fede, ainsi que du Scolasticat. En 1900 il est de nouveau le procureur général des Maristes, à Rome. Il est le postulateur de la cause en béatification de Marcellin Champagnat et prépare la reconnaissance de l'héroïcité de ses vertus. 
Il meurt le 11 juillet 1906 à Rome. Ses obsèques sont célébrées le 13 juillet, par Mgr Barone et Mgr d'Armailhac, recteur de Saint-Louis-des-Français.
Sa correspondance est partiellement publiée en France en 2008 dans les Lettres des missionnaires maristes en Océanie, et en Australie par l'Australian National University dans Reports.